# Д-18Т
Д-18Т — турбореактивный двухконтурный двигатель, разработанный в Запорожском машиностроительном конструкторском бюро «Прогресс» под руководством главного конструктора В. А. Лотарева. Предназначен для установки на сверхтяжёлые транспортные самолёты Ан-124 «Руслан» и Ан-225 «Мрия».

## История создания
Разработка двигателя была поручена ЗМКБ «Прогресс», руководимому тогда Генеральным конструктором В. А. Лотаревым. По воспоминаниям В. Г. Анисенко, в основу первого проекта Д-18 лёг американский двигатель General Electric TF39 тягой 18200 кгс, применённый на самолёте Lockheed C-5A — первый двигатель с высокой степенью двухконтурности. Руководство Министерства авиационной промышленности СССР хотело иметь единый двигатель большой размерности, пригодный для использования и в гражданской авиации, например, на Ил-86. С этой точки зрения более подходящим аналогом был признан Rolls-Royce RB211-22. В 1976 году с целью его закупки в Великобританию отправилась делегация Министерства авиационной промышленности во главе с замминистра по двигателестроению А. Н. Дондуковым. В конечном итоге делегации была поставлена задача скопировать RB.211-22, для чего требовалось закупить на выделенные 12 млн долларов не менее 8 экземпляров двигателя. Однако англичане поняли план копирования и выдвинули категорическое требование, что продадут двигатель только в количестве, достаточном для оснащения не менее 100 самолётов. В итоге натурный образец двигателя получен не был, а создание Д-18Т пошло своим путём, на основе опыта разработки Д-36.
Создание двигателя Д-18Т для сверхтяжёлых транспортных самолётов Ан-124 «Руслан» и Ан-225 «Мрия» стало новым крупным шагом для ЗМКБ. Эта разработка потребовала решения целого ряда научно-технических проблем в области газодинамики, прочности, теплообмена, трёхмерного математического моделирования, автоматизации проектирования и технологии производства. В качестве прототипа для газодинамического моделирования Д-18Т был использован Д-36 с некоторой корректировкой основных узлов.
Технические данные Д-18Т для своего времени находились на уровне лучших зарубежных двигателей для гражданской авиации. Его низкий удельный расход топлива обеспечен большими значениями степени повышения давления и степени двухконтурности. Малая удельная масса двигателя определяется высокими параметрами рабочего цикла, его рациональной конструкцией, применением современных материалов и технологии. Как и Д-36, Д-18Т выполнен по трёхвальной схеме. Он состоит из 17 модулей, которые могут заменяться непосредственно эксплуатантами без капитальных заводских ремонтов, что позволяет эксплуатировать двигатель по техническому состоянию.
Опытная партия двигателей Д-18Т по сложившейся к тому времени традиции изготавливалась в кооперации с Запорожским моторостроительным заводом, которому в 1985 г. было поручено и серийное производство. Высокие параметры двигателя и его большие габариты (диаметр вентилятора составляет 2,3 м) требовали решения сложнейших технических проблем при разработке, производстве, испытаниях и доводке двигателя, коренной реконструкции производственной базы разработчика и изготовителя, а также ряда предприятий — поставщиков оборудования, заготовок, подшипников и т. д. Двигатель удовлетворяет требованиям норм лётной годности НЛРС-2, FAR, BCAR, требованиям ICAO по уровням эмиссии загрязняющих веществ и шума. Он имеет сертификат типа, выданный АР МАК.

## Применение
Применяется на транспортных самолётах Ан-124 «Руслан» и Ан-225 «Мрия». Двигатель оборудован эффективным устройством реверса тяги, установленным в контуре вентилятора. Модульная конструкция двигателя в сочетании с эффективными средствами диагностики состояния узлов обеспечивает возможность эксплуатации по техническому состоянию без капитальных ремонтов на заводе. В эксплуатации[когда?] находятся 188 двигателей, суммарный налёт — свыше 1 млн часов.

## Технические характеристики
| Взлётный режим (Н=0, Mn=0, МСА):                                |                                               |
| Тяга, кгс (кН)                                                  | 23430 (229,85)                                |
| Удельный расход топлива, кг/кгс·ч (кг/H·ч)                      | 0,34 (0,0347)                                 |
| Крейсерский режим (Н=11000 м, Mn=0,75, МСА):                    |                                               |
| Тяга, кгс (кН)                                                  | 4860 (47,68)                                  |
| Удельный расход топлива, кг/кгс·ч (кг/H·ч)                      | 0,546 (0,0557)                                |
| Расход топлива с тягой 5400-4800 кгс Се (Н 36100 М-0.75 МСА+10) | 0.568-0.625 г/кг*ч                            |
|                                                                 |                                               |
| Сухая масса (с реверсом), кг                                    | 4100                                          |
| Поставочная масса Д-18Т-3С на Ан-124/225                        | 5615 кг (РТЭ АН124-100)                       |
| Назначенный ресурс, ч                                           | 4000 (для серии 1) \ 20 000 (для серии 3)     |
| Диапазон рабочих температур окружающей среды, °C                |                                               |
| Габариты, мм:                                                   |                                               |
| длина                                                           | 5400 мм с МГ, 4531 мм без МГ (РТЭ Ан-124-100) |
| диаметр вентилятора                                             | 2330 мм                                       |
| Степень двухконтурности                                         | 5,6                                           |
| Температура газов перед турбиной                                | 1630 К                                        |

### Д-18Т серии 3
Повышена надёжность, экономичность и долговечность двигателя. Если для первых Д-18Т ресурс до ремонта составлял всего 500 ч, а назначенный — 1000 ч, то сейчас[когда?] для модификации Д-18Т серии 3 Авиационным регистром МАК двигателю Д-18Т серии 3 разрешена эксплуатация по техническому состоянию до выработки ресурса основных деталей (при полётном цикле 4,5 ч и минимальном ресурсе основных деталей — 5555 полётных циклов).

### Д-18Т серии 4
В целях повышения грузоподъёмности и повышения эффективности самолёта Ан-124-100 разработана модификация двигателя Д-18Т серии 4 с повышенной примерно на 10 % тягой на взлётном режиме. Конструктивные отличия от серии 3:
- вентилятор с изменённой профилировкой рабочих лопаток, что позволило получить увеличенную взлётную тягу без увеличения частоты вращения ротора вентилятора;
- модернизирована турбина вентилятора;
- реверсивное устройство с приводом подвижных частей от двух гидромоторов и электронным управлением (вместо механического привода и гидромеханической системы управления);
- мероприятия, обеспечивающие самолёту выполнение требований по шумности (глава 4 норм ИКАО) и чистоте выхлопа (перспективные нормы ИКАО);
- изменена профилировка сопловых лопаток турбины среднего давления;
- модернизирована система охлаждения рабочих и сопловых лопаток турбины высокого давления.

### АИ-38
Двигатель АИ-38 разрабатывается в КБ Ивченко-Прогресс в диапазоне тяг 27850…32000 кгс и большой степенью двухконтурности. Двигатель трёхроторной конфигурации тягой в 30-34 тонн предполагалось производить для самолёта CR929 в Чунцине на совместном китайско-украинском предприятии со специалистами из Мотор-Сич.